# Bedero Valcuvia
Bedero Valcuvia là một đô thị và thị xã của Ý. Đô thị này thuộc tỉnh Varese trong vùng Lombardia. Bedero Valcuvia có diện tích km2, dân số theo ước tính năm 2010 của Viện thống kê quốc gia Ý là người. 
Các đơn vị dân cư:
Đô thị Bedero Valcuvia giáp với các đô thị: